# USS Salt Lake City (CA-25)
Pour les autres navires du même nom, voir USS Salt Lake City.
L'USS Salt Lake City est un croiseur lourd de classe Pensacola en service dans l'US Navy de 1929 à 1947.